# Lasiodorides
Lasiodorides là một chi nhện trong họ Theraphosidae.

## Các loài
Chi này gồm các loài:
- Lasiodorides longicolli Schmidt, 2003
- Lasiodorides polycuspulatus Schmidt & Bischoff, 1997
- Lasiodorides rolinae Tesmoingt, 1999
- Lasiodorides striatus (Schmidt & Antonelli, 1996)